# Ejes Gölsdorf

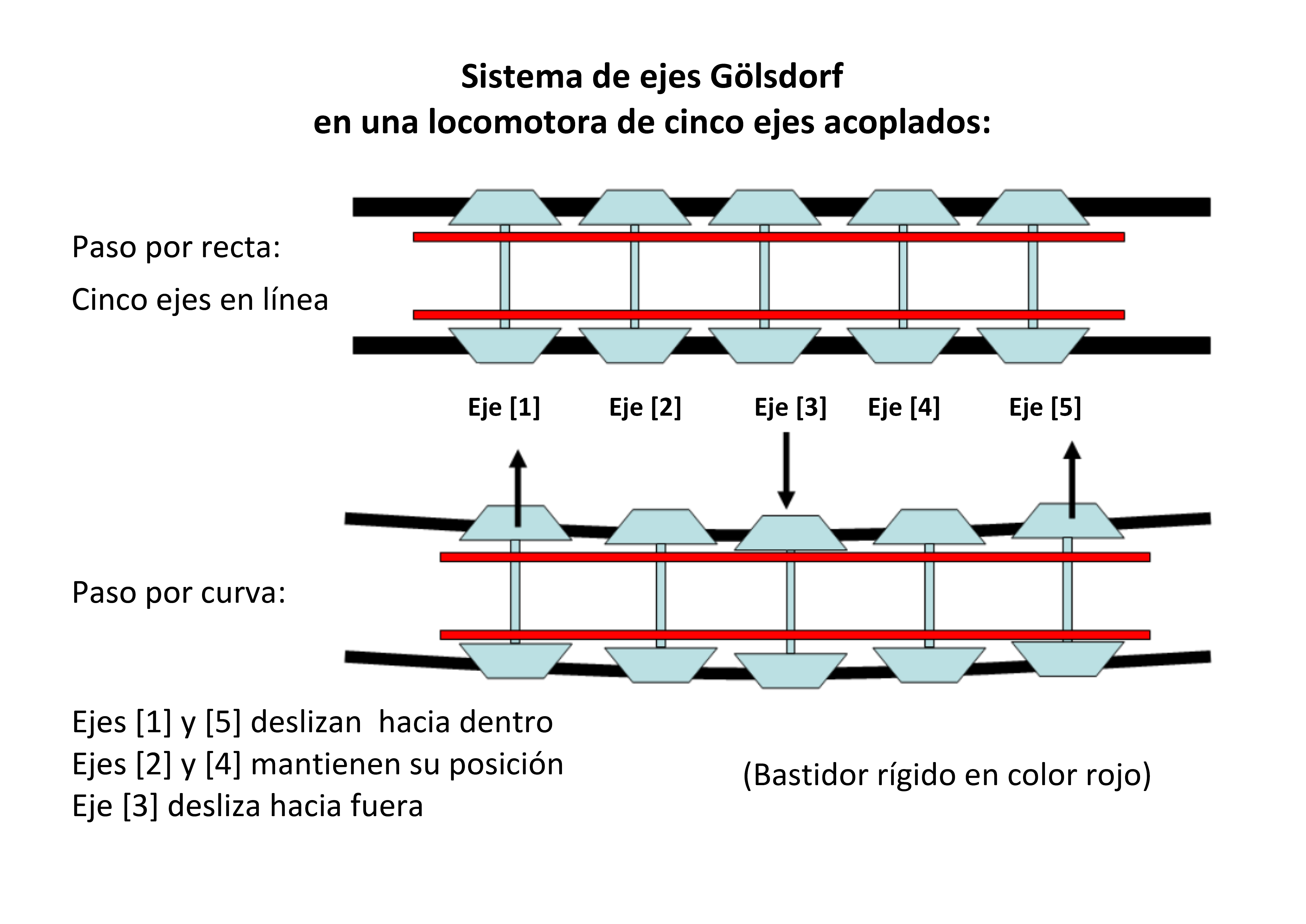
Principio del eje Gölsdorf en una máquina de vapor de cinco ejes acoplados

El sistema de ejes Gölsdorf se utiliza en las locomotoras Gölsdorf para lograr un funcionamiento silencioso y un bajo desgaste cuando se circula por curvas cerradas. Comprende una combinación de ejes fijos y de ejes que pueden deslizarse transversalmente, todo dentro de un solo bastidor rígido de locomotora. El sistema fue inventado a finales del siglo XIX por un joven constructor de locomotoras austríaco, Karl Gölsdorf. La primera locomotora en utilizar este principio entró en servicio en 1897. 

## Visión general

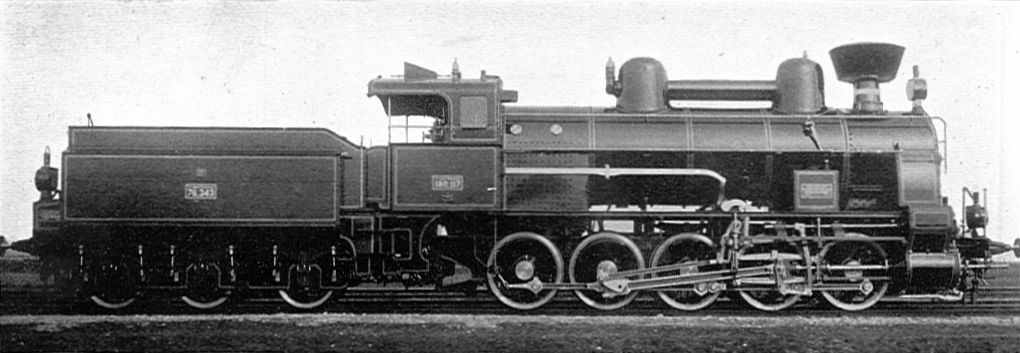
Locomotora Gölsdorf 0-5-0

En los primeros días del ferrocarril, se construyeron locomotoras con más y más ejes para poder desplazar las cargas cada vez más pesadas de los trenes de mercancías. Para no dañar demasiado las vías, las cargas por eje a menudo se restringían, inicialmente a 16 toneladas, ocasionalmente a 18 toneladas y más tarde generalmente a 20 toneladas. Una locomotora con cinco ejes acoplados tenía que pesar no más de 100 toneladas (más el tonelaje que pudieran soportar las ruedas delanteras y traseras). Cuanto más pesada es una locomotora, más esfuerzo adherente produce sobre sus ruedas y más carga puede transportar. Pero a medida que se agregan más y más ejes en línea recta, el paso por las curvas se vuelve cada vez más difícil. En consecuencia, ya en los primeros años de las locomotoras de vapor se comenzaron a desarrollar bastidores y bogies que vinculaban conjuntos de ejes a su propio accionamiento. Sin embargo, accionar los ejes de los bogies usando máquinas de vapor era una tarea difícil, debido a la dificultad de sellar adecuadamente las tuberías articuladas por las que debía llevarse el vapor de alta presión hasta los cilindros. Esto hizo que se iniciara una vía diferente de desarrollo para lograr un paso por curva suave, utilizando un bastidor largo y rígido combinado con una serie de ejes que tenían suficiente juego lateral. El sistema de ejes Gölsdorf evitaba la necesidad de utilizar métodos de construcción complicados como el de las locomotoras Mallet. En efecto, era un sistema que permitía a las locomotoras mantener un bastidor largo y rígido (sin articulación ni bogies), pero cuyos ejes individuales podían alinearse mejor cuando se circulaba por una curva. 
Se ha alegado que el sistema Goelsdorf fue desarrollado por la compañía Henschel para evitar las patentes del sistema LMA.

## Funcionamiento
Los ejes Gölsdorf funcionan de manera que dos de los cinco ejes no pueden moverse lateralmente con respecto al bastidor, porque sus cajas de grasa los mantenían en posiciones fijas. Los otros tres ejes, sin embargo, se montan sobre sus rodamientos y se unen a sus transmisiones de tal manera que se puedan mover hacia los lados durante el paso por una curva, en función de las fuerzas laterales que actúen sobre ellos. Además, las bielas de conexión y acoplamiento, a través de las cuales la presión de vapor y las fuerzas lineales de los pistones de vapor se traducen en la rotación de las ruedas a través de los pasadores del cigüeñal, también deben poder moverse lateralmente.

## Uso
El sistema Gölsdorf fue un estándar durante décadas en la construcción de locomotoras de trenes de mercancías, generalmente de cinco ejes acoplados y ocasionalmente de seis. Una de las primeras compañías en Alemania en introducir los ejes Gölsdorf fue el Ferrocarril Estatal de Westfalia (Westfälische Landeseisenbahn), de gestión privada, cuyos trenes pesados de mercancías entre Belecke y Erwitte necesitaban locomotoras potentes, pero no obstante ágiles, para cruzar las colinas de Haarstrang. Desde aproximadamente 1910, el WLE adquirió y usó máquinas de cinco ejes acoplados de segunda mano para transportar trenes de carga y mejoró su paso por curva al hacer que su tren de rodaje se convirtiera al sistema Gölsdorf. Tres de estas locomotoras fueron vendidas a la refinería de caña de azúcar Ledesma.